# Loshultskuppen

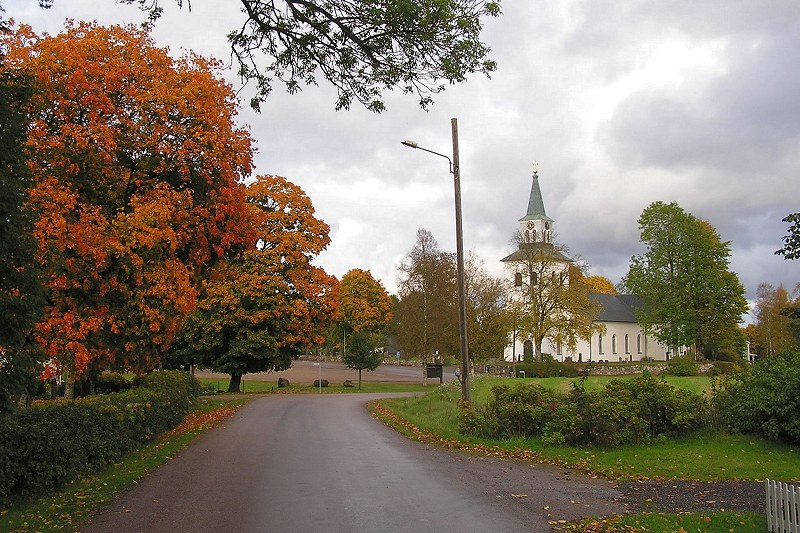
Gamla landsvägen från Osby vid Loshults kyrka.

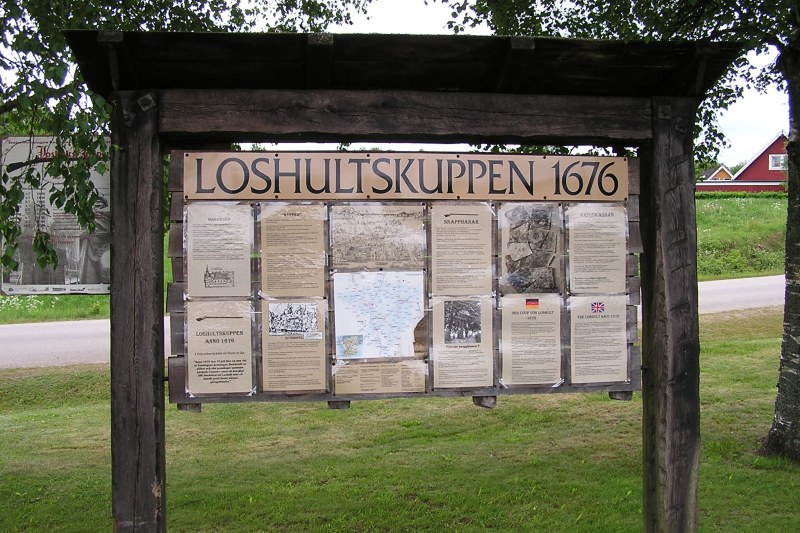
Informationstavla nära kyrkan.

Loshultskuppen var en kupp som utfördes under början av Skånska kriget, 1676, då göingska bönder tillsammans med några danska ryttare lyckades överfalla och stjäla en stor del av en svensk militär penningtransport, när transporten hade slagit läger i byn Loshult nära söder om den gamla riksgränsen. Kronans män försökte sedan skydda återstoden av pengarna genom att frakta dem tillbaka till Älmhult, men där blev transporten återigen plundrad – denna gång av småländska bönder.
| ”                                        | Anno 1676 den 24 juli blev en stor del av konungens penningar, bestående av plåtar och vita penningar sammanpackade i tunnor, samt ett kungligt tält, bortrövat uti Loshult utav ett danskt parti jämte många göingebönder. | „ |
| – Citat ur bok i Osby sockens kyrkoarkiv | |   |

Totalt fanns det pengar till ett värde av minst 28 600 daler i transporten. Att uppskatta vad det motsvarar i nutida penningvärde är inte helt enkelt, och beroende på hur man räknar fås siffror på allt från 6 till 159 miljoner kronor. Förutom pengar ingick dessutom en del andra föremål i transporten, som ett tält tillhörigt Karl XI och ammunition.
Merparten av pengarna bestod av 1- och 2-dalers plåtmynt av koppar, förpackade i tunnor. Eftersom en 1-dalers plåt vägde omkring 1,5 kilo, torde hela transporten utgjort minst 40 ton gods. Hur många fordon detta krävde är inte klarlagt, men ofta uppges att frakten bestått av 250 vagnar. Kanske är ett något lägre antal, omkring 100-150 vagnar, mera troligt.
En rannsakning av ärendet skedde på 1680-talet efter Skånska krigets slut, men myndigheterna lyckades bara få tillbaka en mindre del av alla pengarna från lokalbefolkningen vid den före detta riksgränsen.
Loshultskuppen omgärdades av en myt att stora delar av bytet skulle ha grävts ner på ett ställe. Sanningen är troligare att bytet gömdes på en mängd platser, eftersom det fördelats på många händer. Små fynd av plåtmynt som härstammar från kuppen har gjorts, senast 1996 i skogen utanför Älmhult.